# Collet de Can Borla
El Collet de Can Borla és una collada al terme municipal de Sant Martí de Centelles, de la comarca d'Osona, prop del poble de Sant Miquel Sesperxes. És a 831,1 metres d'altitud al sud de Sant Miquel Sesperxes, al nord-est del Soler del Coll, al nord de Puig-arnau i al nord-oest del Coll de Gasents. També es troba al sud-oest del Pla de Sant Miquel.